# Spilogona alberta
Spilogona alberta este o specie de muște din genul Spilogona, familia Muscidae. A fost descrisă pentru prima dată de Huckett în anul 1932.
Este endemică în Québec. Conform Catalogue of Life specia Spilogona alberta nu are subspecii cunoscute.